# Drets del col·lectiu LGBT a Costa d'Ivori

Aquest és un article sobre els drets LGBT a Costa d'Ivori. Les persones lesbianes, gais, bisexuals i transsexuals a Costa d'Ivori han d'afrontar reptes legals que no experimenten els residents no LGBT. Encara que l'activitat sexual homosexual, tant masculina com a femenina, és legal les parelles del mateix sexe o les famílies encapçalades per parelles del mateix sexe no compten amb la mateixa protecció legal que les formades per parelles de diferent sexe.
En línies generals es pot considerar que l'homosexualitat segueix considerant-se socialment una identitat sexual estigmatitzada. També es destaca que Abidjan, la ciutat més poblada del país, és considerada "la capital rosa d'Àfrica Occidental". ja que s'ha aconseguit conformar una forta comunitat LGBT unida per la seva orientació sexual i identitat de gènere en recolzar-se, acompanyar-se i superar l'exclusió dels seus cercles familiars.

## Legislació sobre relacions homosexuals
Segons l'Informe sobre l'Homofòbia d'Estat 2017, editat al maig de 2017 per ILGA, Costa d'Ivori mai ha comptat amb legislació que penalitzi l'homosexualitat. Després d'independitzar-se de França en 1960 Costa d'Ivori no va criminalitzar en el seu nou Codi Penal, publicat el 31 de juliol de 1981, els actes sexuals consentits entre adults. S'atribueix aquesta decisió al fet d'haver estat una colònia de França, estat que no comptava amb legislació que penalitzés la sodomia, a diferència de països colonitzats per Regne Unit que sí comptava amb normes restrictives.
No obstant això sí existeix una diferència (articles 356 i 358 del Codi) quant a l'edat de consentiment d'aquests actes, que per a la població heterosexual és de 15 anys i per a l'homosexual de 18 anys.
En 2014 Costa d'Ivori va rebutjar tres recomanacions de prohibir la discriminació basada en l'orientació sexual en el seu segon cicle educatiu. Cap a finals de 2016 es va advertir la utilització de l'article 360 que penalitza la indecència per empresonar per primera vegada a una parella homosexual. La parella, formada per dos homes de 19 i 31 anys, van ser condemnats a 18 mesos de presó per mantenir relacions sexuals.
L'organització 76 Crimes va informar el 2 d'agost de 2016 que estan en curs reformes al Codi Penal destinades a protegir a lesbianes, gais i bisexuals però que la població transgènere quedaria fora d'aquestes modificacions legals.

## Reconeixement de les relacions entre persones del mateix sexe
El govern de Costa d'Ivori no ha reconegut les unions civils o el matrimoni entre parelles del mateix sexe.

## Protecció contra la discriminació
No existeix protecció legal contra la discriminació basada en l'orientació sexual o la identitat de gènere. No obstant això, al març de 2010, mentre assistia a l'Examen Periòdic Universal del Consell de Drets Humans de les Nacions Unides, el representant de Costa d'Ivori va declarar que començarien a "prendre mesures per garantir la no discriminació per motius d'orientació sexual i identitat de gènere", però que no iniciarien "programes de sensibilització" perquè no era una "prioritat actual".

## Adopció de nens
Segons el Departament d'Estat dels Estats Units, "les persones i les parelles gais i lesbianes no són reconegudes legalment com a elegibles per adoptar".

## Condicions de vida
L'Informe de Drets Humans de 2011 del Departament d'Estat dels Estats Units va trobar que,
| « | No hi ha una discriminació oficial basada en l'orientació sexual en l'ocupació, l'habitatge, la nacionalitat o l'accés a l'educació o l'atenció sanitària. No obstant això, l'estigmatització social de la comunitat LGBT és generalitzada i el govern no va actuar per contrarestar-la durant l'any. Els homosexuals van ser sotmesos a pallisses, empresonament, abús verbal, humiliació i extorsió per part de la policia, els gendarmes i els membres de les forces armades. Durant l'any, les Forces Armades de Costa d'Ivori (FRCI) van apallissar i abusar d'homes gais i transsexuals, la majoria d'ells treballadors del sexe. Les reclamacions no es van presentar per por a les represàlies. La situació de la comunitat LGBT va millorar després de la crisi postelectoral, però es va mantenir precària. Les poques organitzacions LGBT del país van actuar amb precaució per evitar ser objectiu dels membres del FRCI i els antics Forces de Défense et de Sécurité. No obstant això, els diaris van informar favorablement d'una festa de cap d'any celebrat per un grup de lesbianes a Abidjan. | » |

Claver Touré president de l'associació LGBT més important del país, Alternative Côte d'Ivoire (ACI), ressenya que malgrat alguns incidents aïllats "encara hi ha discriminació contra els homosexuals, però en general anem cap a la tolerància relativa. (...) L'homosexualitat solament es criminalitza en l'article 360 del Codi Penal, no com a acte sinó com a comportament indecent i únicament quan es realitza en públic. Per tant, sempre que els actes homosexuals es realitzin a porta tancada, no hi ha delicte, per la qual cosa està bé pel que fa a les autoritats".

## Taula resum
| Activitat sexual legal amb el mateix sexe                     | (Sempre legal) |
| Mateixa edat de consentiment                                  | No             |
| Lleis antidiscriminació a la feina                            | No             |
| Lleis antidiscriminació en la prestació de béns i serveis     | No             |
| Matrimoni del mateix sexe                                     | No             |
| Lleis antidiscriminació en el discurs de l'odi i la violència | No             |
| Reconeixement de les parelles del mateix sexe                 | No             |
| Adopció de fillastres per parelles del mateix sexe            | No             |
| Adopció conjunta per parelles del mateix sexe                 | No             |
| Prestació de servei militar per gais i lesbianes              |                |
| Dret legal a canviar de gènere                                | No             |
| Accés a la fecundació in vitro per lesbianes                  | No             |
| Subrogació comercial per a parelles d'homes homosexuals       | No             |
| Permís per donar sang als MSMs                                | No             |